# Yuji Kakiuchi
Yuji Kakiuchi (垣内 友二 Kakiuchi Yūji?,  nacido el 31 de agosto de 1969 en Kanagawa) es un exfutbolista japonés. Jugaba de centrocampista y su último club fue el Albirex Niigata de Japón.

## Trayectoria

### Clubes
| Club               | País  | Año         |
| ------------------ | ----- | ----------- |
| Toho Titanium      | Japón | ????        |
| Kyoto Purple Sanga | Japón | 1992 - 1996 |
| Albirex Niigata    | Japón | 1997 - 1998 |